# Arenopontia spinicaudata
Arenopontia spinicaudata är en kräftdjursart som beskrevs av Nicholls 1945. Arenopontia spinicaudata ingår i släktet Arenopontia och familjen Leptopontiidae. Inga underarter finns listade i Catalogue of Life.